# Carrier (Oklahoma)
Carrier es un pueblo ubicado en el condado de Garfield en el estado estadounidense de Oklahoma. En el año 2010 tenía una población de 85 habitantes y una densidad poblacional de 26,56 personas por km².

## Geografía
Carrier se encuentra ubicado en las coordenadas 36°28′36″N 98°1′14″O / 36.47667, -98.02056 (36.476654, -98.020572).

## Demografía
Según la Oficina del Censo en 2000 los ingresos medios por hogar en la localidad eran de $40,250 y los ingresos medios por familia eran $40,000. Los hombres tenían unos ingresos medios de $32,031 frente a los $16,875 para las mujeres. La renta per cápita para la localidad era de $16,731. Alrededor del 0% de la población estaban por debajo del umbral de pobreza.